# Michell Ramos
Michell Ramos (Cúcuta, Colombia, 21 de junio de 1998) es un futbolista colombiano. Juega de mediapunta y su equipo actual es el Cúcuta Deportivo de la Categoría Primera B de Colombia.

## Trayectoria

### Cúcuta Deportivo
Es un jugador formado en las categorías inferiores del Cúcuta Deportivo en dónde logra ser promovido al plantel profesional y  hacer su debut el 25 de enero del 2020, para el segundo semestre del fútbol colombiano rescinde contrato con el club tras haber disputado 16 partidos y  anotando 5 goles.

### Deportivo Cali
Para el segundo semestre es contratado en condición libre
Por  el deportivo Cali ,  firmando por una temporada a órdenes del técnico Alfredo Arias en dónde logra anotar 1 gol y 1 asistencia en el Torneo finalización 2020.

### Envigado Fútbol Club
Después de no tener suficientes oportunidades de juego durante el torneo apertura 2021 Para el Torneo Finalización 2021 se marcha cedido para el Envigado Fútbol Club , hasta enero del 2022 para que gane minutos de juego en esta institución disputa 5 partidos sin anotar ningún gol.

### Deportivo Cali
En el transcurso del Torneo apertura del 2022 no tuvo suficientes oportunidades de juego bajo la dirección técnica del profesor Rafael Dudamel

Con el nuevo director técnico Mayer Candelo ha tenido también muy pocas oportunidades de juego. Con el nuevo director técnico Jorge Luis Pinto ha sumado un partido en su proyecto
Anota su segundo gol con el conjunto azucarero frente al club Barranquilla FC por la Copa Colombia 2023

### Deportivo Pasto
En julio del 2023 se oficializa que fichó como Agente Libre con Deportivo Pasto de la Primera División de Colombia finalizando así su relación con el Deportivo Cali

### Cúcuta Deportivo
En julio del 2024 se confirma su regreso al Cúcuta Deportivo para afrontar el segundo semestre de la Primera B 2024

## Estadísticas
| Club                        | Temporada           | Liga  | Liga  | Copa Nacional | Copa Nacional | Copa Internacional | Copa Internacional | Total | Total |
| Club                        | Temporada           | Part. | Goles | Part.         | Goles         | Part.              | Goles              | Part. | Goles |
| --------------------------- | ------------------- | ----- | ----- | ------------- | ------------- | ------------------ | ------------------ | ----- | ----- |
| Cúcuta Deportivo · Colombia | 2020                | 14    | 5     | 2             | 0             | –                  | –                  | 16    | 5     |
| Cúcuta Deportivo · Colombia | Total               | 14    | 5     | 2             | 0             | –                  | –                  | 16    | 5     |
| Deportivo Cali · Colombia   | 2023                | 1     | 0     | 1             | 1             |                    | 0                  | 0     | 0     |
| Deportivo Cali · Colombia   | Total               | 1     | 0     | 1             | 1             | 0                  | 0                  | 0     | 0     |
| Total en su carrera         | Total en su carrera | 18    | 6     | 2             | 0             | –                  | –                  | 20    | 6     |

## Palmarés

### Distinciones individuales
| Distinción                                             | Año  |
| ------------------------------------------------------ | ---- |
| Máximo goleador de la Supercopa Juvenil FCF (30 goles) | 2018 |